# Gesetz über die Gehorsamspflicht
Das Gesetz über die Gehorsamspflicht (span. Ley de Obediencia Debida) war ein nach dem Ende der argentinischen Militärdiktatur von 1976 bis 1983 erlassenes Gesetz, durch das ehemalige Mitglieder der Militärregierung bis zum Rang eines Brigadegenerals von der Strafverfolgung von im Amt begangenen Verbrechen weitgehend ausgenommen wurden.

## Hintergrund
Unter der euphemistischen Bezeichnung „Prozess der Nationalen Reorganisation“ (span.: Proceso de Reorganización Nacional) führte die Militärjunta einen „Schmutzigen Krieg“ gegen Guerillagruppen und von ihr als „Subversive“ eingestufte Personen. Dabei wurden systematisch massive Gewalt, Folter, Entführungen und Liquidierungen von Gegnern der Regierung ohne Gerichtsverfahren ausgeübt. Bereits zu Beginn der Machtübernahme des Militärs hatte General Luciano Benjamín Menéndez angekündigt: „Wir werden 50.000 Menschen töten müssen. 25.000 Subversive, 20.000 Sympathisanten und wir werden 5.000 Fehler machen.“ Bei ihrem Vorgehen kooperierte die Regierung auch mit zahlreichen kriminellen Todesschwadronen, etwa der Alianza Anticomunista Argentina.

## Gesetzgebung
1983 endete die Militärdiktatur durch die Wahl von Raúl Alfonsín zum Präsidenten und es wurde begonnen, die in dieser Zeit begangenen Verbrechen gegen „Subversive“ aufzuklären. Alfonsín beabsichtigte dabei eine klare Begrenzung der Strafverfolgung auf die höchsten Zirkel der Militärführung. Gegen seinen Willen wurden die Verfahren, die vor Zivilgerichten stattfanden, weil das Oberste Militärgericht eine Urteilsfindung abgelehnt hatte, auf hunderte Offiziere der unteren Ränge ausgeweitet. Das Militär verweigerte sich der Aufklärung vollständig. Die Regierung reagierte auf die Spannungen mit einer gesetzlichen Einschränkung der Strafverfolgung. Das „Schlussstrichgesetz“ (Ley de Punto Final), legte eine Frist von 60 Tagen für die Eröffnung neuer Verfahren fest, 450 Verfahren wurden in dieser Zeit eröffnet.
Am 13. Mai 1987 legte Alfonsín dann zusätzlich das „Gesetz über die Gehorsamspflicht“ der Legislative vor, die es am 4. Juli 1987 verabschiedete. Das Gesetz sah eine weitreichende Interpretation des Befehlsnotstands vor. Alle Ränge, die nicht mindestens eine regionale Subzone geleitet hatten, konnten sich dadurch a priori auf pflichtgemäße Befehlserfüllung berufen und wurden von der Strafverfolgung ausgenommen. Einige Delikte wie Kindesentführung, Vergewaltigung und Verbrechen zur persönlichen Bereicherung waren davon allerdings ausgenommen. Unabhängig vom Prozessstadium wurden laufende Verfahren auf dieser Grundlage eingestellt, nur in etwa 100 Fällen kam es noch zu weiteren Anhörungen, an deren Ende schließlich nur noch 18 Verfahren zugelassen wurden. Viele Opferorganisationen versuchten daraufhin, Prozesse vor den Gerichtshöfen anderer Staaten anzustrengen.
Obwohl Carlos Menem in der Opposition unter Alfonsín für eine Verfolgung der Täter gestimmt hatte, begnadigte er im Rahmen der „Nationalen Aussöhnung“ als Präsident 1989/1990 über 277 Personen, überwiegend Mitglieder der Streitkräfte, allerdings auch einige ehemalige Guerillakämpfer. Die Begnadigungen riefen in Argentinien heftige Proteste hervor.
Erst unter Präsident Néstor Kirchner wurde die Aufarbeitung der Verbrechen wieder begonnen. Das Schlussstrichgesetz und das Gesetz über die Gehorsamspflicht wurden 2003 vom argentinischen Kongress annulliert und im Juni 2005 vom Obersten Gerichtshof abschließend für verfassungswidrig erklärt. Auch Menems Begnadigungen wurden aufgehoben und insgesamt gegen 580 Personen erneute Ermittlungen und Verfahren eingeleitet.